# Miguel de Carvajal

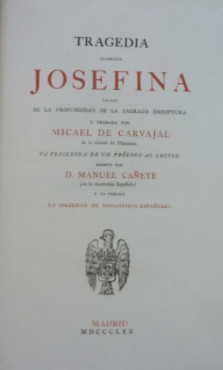
Tragedia Josefina de Micael de Carvajal.

Miguel o Micael de Carvajal (Plasencia, provincia de Cáceres, Extremadura, c. 1495 – 1578) fue un dramaturgo español del siglo XVI. 

## Biografía
Se sabe muy poco sobre él. Fue un hombre al parecer pasional y de vida muy intensa; casado en 1534, tuvo varios hijos, algunos de ellos naturales, y sostuvo continuos pleitos por el mantenimiento de su hacienda. Al parecer estuvo largo tiempo en Italia y hacia el final de su vida se hizo clérigo. Pedro Henríquez Ureña, afirma que su tío, el hidalgo plasentino Hernando de Carvajal, designado Teniente de gobernador en Santo Domingo por Diego Colón, le confirió en esa isla antillana, donde al parecer estaba entonces su sobrino, el dramaturgo Miguel, por documento de 14 de octubre de 1534, el patronazgo de la capellanía que había instituido en 1528 para la Iglesia de San Martín (Plasencia), de la que no tomó posesión hasta 1544. Carlos Jauregui ha establecido la existencia de al menos dos Migueles de Carvajal, coétaneaos y de Plasencia, cualquiera de los cuales pudo ser el autor de las Cortes de la Muerte y de la Tragedia Josephina
El propio autor señaló que la mayoría de sus obras no llegaron a recopilarse ni imprimirse y "andaban fuera del hábito y obediencia paternal". Escribió varios autos de tema bíblico compuestos para festividades religiosas que se han perdido, andan anónimos o están mal atribuidos. Es muy probable que La prevaricación de nuestro padre Adán, recogido en el Códice de autos viejos, sea uno de ellos, y nos queda solo la refundición que hizo Luis Hurtado de Toledo del famoso Las cortes de la muerte (1557). 
Su otra pieza más famosa es la Josefina (Tragedia Josephina), una pieza teatral de cuatro mil versos en quintillas dobles, dividida en cinco partes provistas con varios "actos" cada una y encabezadas por prólogos y argumentos en prosa -pronunciados por un Faraute o mensajero del autor-, sobre la vida del casto José, el más famoso de los hijos de Jacob; ningún problema ofrecieron los pasajes en que interpretaba los sueños del faraón, los problemas con sus hermanos, el fallecimiento de su padre etcétera, pero el episodio en que es tentado por la mujer de Putifar despertó los celos inquisitoriales y se incluyó en el Index librorum prohibitorum de 1559 preparado por el Inquisidor general Fernando de Valdés e incluso en el de 1583. Es una obra muy larga: su representación debía durar unas seis horas. Se considera un auto sacramental, pero solo levemente se acerca esta obra a la temática eucarística de este género dramático. La acción está bien desarrollada y sus personajes son sólidos y verosímiles, dentro de un inusitado realismo para el teatro de la época. Las escenas populares están bien conseguidas y se alcanza un hondo patetismo en muchos pasajes, por ejemplo en la seducción de José por Zenobia, el planto de José ante la tumba de su madre Raquel, tomado de leyendas moriscas y no de la Biblia por Carvajal, o los lamentos de Jacob por la muerte de su hijo. El personaje del Faraute crea un cierto distanciamiento metateatral muy interesante, y también resulta innovador el uso de coros de doncellas de cierre y villancicos. Sus mayores defectos son quizá la desmesurada extensión, la abundancia de elementos dispares y la falta de un final catártico.
De ella queda una edición hecha en Toledo, 1546. Está dirigida a Álvar Pérez de Osorio, conde de Trastámara y marqués de Astorga. Fue compuesta para un Corpus Christi y se debió publicar bastante antes, ya que su mecenas falleció en 1523; sin embargo, la primera edición de que hay noticia es una anotada en el Abecedarium de la Biblioteca Colombina de Sevilla: "Michaelis Caruajal, tragedia Josepina, en coplas. Sa. (Salamanca) 1535"; hubo ediciones posteriores (Palencia, 1540; Sevilla, 1545 y la citada de Toledo de 1546, aparte de otras modernas y una copia manuscrita).
Pero su obra más conocida, sin duda por ser pretexto de uno de los capítulos más famosos de la segunda parte del Quijote de Miguel de Cervantes, fue su auto Las Cortes de la Muerte, que el infatigable refundidor Luis Hurtado de Toledo prosiguió, acabó y dio a la estampa en Toledo en 1557.

## Obras
- Tragedia aurea llamada josephina sacada de la profundidad de la sancta escritura. Agora nueuamente por el mismo autor con mucha diligencia corregida y añadida y castigada. [Sevilla: Estacio Carpintero], [1545, 15 de enero], y Tragedia llamada Josephina, nueuamente sacada de la profundidad de la sagrada escriptura y trobada por Michael d’ Carauajal d’ la ciudad de Plazencia. Dirigida al muy ylustre señor don Aluar perez d’ osorio: conde d’ Trastamara: marques d’ Astorga. Toledo: Juan de Ayala, 2 de julio de 1546. Hay ediciones modernas de Manuel Cañete (1870) y Joseph E. Gillet (1932).
- "Auto de las Cortes de la Muerte", ed. de Justo de Sancha en la Biblioteca de Autores Españoles, t. XXXV, 1855.